# 6565 Reiji
6565 Reiji è un asteroide della fascia principale. Scoperto nel 1992, presenta un'orbita caratterizzata da un semiasse maggiore pari a 2,1715391 UA e da un'eccentricità di 0,0293450, inclinata di 2,39386° rispetto all'eclittica.